# Caripeta piniata
Caripeta piniata är en fjärilsart som beskrevs av Alpheus Spring Packard 1870. Caripeta piniata ingår i släktet Caripeta och familjen mätare. Inga underarter finns listade i Catalogue of Life.